# Chrysolina bankii
Chrysolina bankii  (лат.) — вид жуков-листоедов из подсемейства хризомелин. Распространён в Европе и на Ближнем Востоке, а также в Калифорнии и на юге региона залива Флориды. Длина тела имаго 8—10,7 мм.
Кормовыми растениями являются представители семейств астровых (Centaurea solstitialis, артишок испанский) и гречишных (щавель курчавый), и, возможно, вьюнковых (вьюнок полевой).